# Та (бирманская буква)

33 буквы бирманского письма

Та — 30-я буква мьянманского алфавита. Обозначает переднеязычный глухой взрывной согласный «та», который может озвончатся в «да». По астрологической традиции имена на букву «та» даются детям, родившимся в пятницу.

## В пали
Произношение буквы «та» отличает бирманскую традицию чтения палийских текстов от тайской и шри-ланкийской. В сингальском пали та соответствует букве дантаджа саянна, в тайском пали соответствует букве сосыа.

## Тэда (грамматика)
- Ди (သည်) — катавибэ, показатель подлежащего.
- Тоу — шейшуяпьявибэ, направительный послелог «в».
- Та — лэйнхньюнписи, показатель мужского рода для людей.
- Ту — лэйнхньюнписи, показатель женского рода для людей.
- То — намавитэйтанапоупьяунписи, показатель прилагательного.
- Тоудо, тоуятвин — сэнчинпьятэмбэнда, противопоставительный союз но.
- Тамэка … ле — пьяунсипьятэмбэнда, соединительный союз не только .. но и.

## Бжитвэ
- Тавасвэтва
- Таяпинхатхоша